# Paralelo 48 S
O Paralelo 48 S é um paralelo no 48° grau a sul do plano equatorial terrestre.
Começando pelo Meridiano de Greenwich e tomando a direção leste, o paralelo 48° Sul passa por:
| País, território ou mar | Notas                                      |
| ----------------------- | ------------------------------------------ |
| Oceano Atlântico        |                                            |
| Oceano Índico           |                                            |
| Oceano Pacífico         |                                            |
| Chile                   | Arquipélago Patagónico e parte continental |
| Argentina               |                                            |
| Oceano Atlântico        |                                            |